# Alchemilla languida
Alchemilla languida är en rosväxtart som beskrevs av Robert Buser. Alchemilla languida ingår i släktet daggkåpor, och familjen rosväxter. Inga underarter finns listade i Catalogue of Life.